# Unicodeblock Mormonenalphabet
Der Unicodeblock Mormonenalphabet (engl. Deseret, U+10400 bis U+1044F) enthält die Buchstaben des Deseret-Alphabets, ein Alphabet zur Reform der englischen Orthographie, das auch unter dem Namen Mormonen-Alphabet bekannt ist.

## Liste
Die Zeichen U+10400 bis U+10427 haben die General Category Großbuchstabe, die übrigen die Kategorie Kleinbuchstabe.
Alle Zeichen haben die bidirektionale Klasse links nach rechts.
| Unicodenummer   | Zeichen (400 %) | Offizielle Bezeichnung          | Beschreibung                     |
| --------------- | --------------- | ------------------------------- | -------------------------------- |
| U+10400 (66560) | 𐐀               | DESERET CAPITAL LETTER LONG I   | Deseret-Großbuchstabe langes I   |
| U+10401 (66561) | 𐐁               | DESERET CAPITAL LETTER LONG E   | Deseret-Großbuchstabe langes E   |
| U+10402 (66562) | 𐐂               | DESERET CAPITAL LETTER LONG A   | Deseret-Großbuchstabe langes A   |
| U+10403 (66563) | 𐐃               | DESERET CAPITAL LETTER LONG AH  | Deseret-Großbuchstabe langes Ah  |
| U+10404 (66564) | 𐐄               | DESERET CAPITAL LETTER LONG O   | Deseret-Großbuchstabe langes O   |
| U+10405 (66565) | 𐐅               | DESERET CAPITAL LETTER LONG OO  | Deseret-Großbuchstabe langes Oo  |
| U+10406 (66566) | 𐐆               | DESERET CAPITAL LETTER SHORT I  | Deseret-Großbuchstabe kurzes I   |
| U+10407 (66567) | 𐐇               | DESERET CAPITAL LETTER SHORT E  | Deseret-Großbuchstabe kurzes E   |
| U+10408 (66568) | 𐐈               | DESERET CAPITAL LETTER SHORT A  | Deseret-Großbuchstabe kurzes A   |
| U+10409 (66569) | 𐐉               | DESERET CAPITAL LETTER SHORT AH | Deseret-Großbuchstabe kurzes Ah  |
| U+1040A (66570) | 𐐊               | DESERET CAPITAL LETTER SHORT O  | Deseret-Großbuchstabe kurzes O   |
| U+1040B (66571) | 𐐋               | DESERET CAPITAL LETTER SHORT OO | Deseret-Großbuchstabe kurzes Oo  |
| U+1040C (66572) | 𐐌               | DESERET CAPITAL LETTER AY       | Deseret-Großbuchstabe Ay         |
| U+1040D (66573) | 𐐍               | DESERET CAPITAL LETTER OW       | Deseret-Großbuchstabe Ow         |
| U+1040E (66574) | 𐐎               | DESERET CAPITAL LETTER WU       | Deseret-Großbuchstabe Wu         |
| U+1040F (66575) | 𐐏               | DESERET CAPITAL LETTER YEE      | Deseret-Großbuchstabe Yee        |
| U+10410 (66576) | 𐐐               | DESERET CAPITAL LETTER H        | Deseret-Großbuchstabe H          |
| U+10411 (66577) | 𐐑               | DESERET CAPITAL LETTER PEE      | Deseret-Großbuchstabe Pee        |
| U+10412 (66578) | 𐐒               | DESERET CAPITAL LETTER BEE      | Deseret-Großbuchstabe Bee        |
| U+10413 (66579) | 𐐓               | DESERET CAPITAL LETTER TEE      | Deseret-Großbuchstabe Tee        |
| U+10414 (66580) | 𐐔               | DESERET CAPITAL LETTER DEE      | Deseret-Großbuchstabe Dee        |
| U+10415 (66581) | 𐐕               | DESERET CAPITAL LETTER CHEE     | Deseret-Großbuchstabe Chee       |
| U+10416 (66582) | 𐐖               | DESERET CAPITAL LETTER JEE      | Deseret-Großbuchstabe Jee        |
| U+10417 (66583) | 𐐗               | DESERET CAPITAL LETTER KAY      | Deseret-Großbuchstabe Kay        |
| U+10418 (66584) | 𐐘               | DESERET CAPITAL LETTER GAY      | Deseret-Großbuchstabe Gay        |
| U+10419 (66585) | 𐐙               | DESERET CAPITAL LETTER EF       | Deseret-Großbuchstabe Ef         |
| U+1041A (66586) | 𐐚               | DESERET CAPITAL LETTER VEE      | Deseret-Großbuchstabe Vee        |
| U+1041B (66587) | 𐐛               | DESERET CAPITAL LETTER ETH      | Deseret-Großbuchstabe Eth        |
| U+1041C (66588) | 𐐜               | DESERET CAPITAL LETTER THEE     | Deseret-Großbuchstabe Thee       |
| U+1041D (66589) | 𐐝               | DESERET CAPITAL LETTER ES       | Deseret-Großbuchstabe Es         |
| U+1041E (66590) | 𐐞               | DESERET CAPITAL LETTER ZEE      | Deseret-Großbuchstabe Zee        |
| U+1041F (66591) | 𐐟               | DESERET CAPITAL LETTER ESH      | Deseret-Großbuchstabe Esh        |
| U+10420 (66592) | 𐐠               | DESERET CAPITAL LETTER ZHEE     | Deseret-Großbuchstabe Zhee       |
| U+10421 (66593) | 𐐡               | DESERET CAPITAL LETTER ER       | Deseret-Großbuchstabe Er         |
| U+10422 (66594) | 𐐢               | DESERET CAPITAL LETTER EL       | Deseret-Großbuchstabe El         |
| U+10423 (66595) | 𐐣               | DESERET CAPITAL LETTER EM       | Deseret-Großbuchstabe Em         |
| U+10424 (66596) | 𐐤               | DESERET CAPITAL LETTER EN       | Deseret-Großbuchstabe En         |
| U+10425 (66597) | 𐐥               | DESERET CAPITAL LETTER ENG      | Deseret-Großbuchstabe Eng        |
| U+10426 (66598) | 𐐦               | DESERET CAPITAL LETTER OI       | Deseret-Großbuchstabe Oi         |
| U+10427 (66599) | 𐐧               | DESERET CAPITAL LETTER EW       | Deseret-Großbuchstabe Ew         |
| U+10428 (66600) | 𐐨               | DESERET SMALL LETTER LONG I     | Deseret-Kleinbuchstabe langes i  |
| U+10429 (66601) | 𐐩               | DESERET SMALL LETTER LONG E     | Deseret-Kleinbuchstabe langes e  |
| U+1042A (66602) | 𐐪               | DESERET SMALL LETTER LONG A     | Deseret-Kleinbuchstabe langes a  |
| U+1042B (66603) | 𐐫               | DESERET SMALL LETTER LONG AH    | Deseret-Kleinbuchstabe langes ah |
| U+1042C (66604) | 𐐬               | DESERET SMALL LETTER LONG O     | Deseret-Kleinbuchstabe langes o  |
| U+1042D (66605) | 𐐭               | DESERET SMALL LETTER LONG OO    | Deseret-Kleinbuchstabe lange oo  |
| U+1042E (66606) | 𐐮               | DESERET SMALL LETTER SHORT I    | Deseret-Kleinbuchstabe kurzes i  |
| U+1042F (66607) | 𐐯               | DESERET SMALL LETTER SHORT E    | Deseret-Kleinbuchstabe kurzes e  |
| U+10430 (66608) | 𐐰               | DESERET SMALL LETTER SHORT A    | Deseret-Kleinbuchstabe kurzes a  |
| U+10431 (66609) | 𐐱               | DESERET SMALL LETTER SHORT AH   | Deseret-Kleinbuchstabe kurzes ah |
| U+10432 (66610) | 𐐲               | DESERET SMALL LETTER SHORT O    | Deseret-Kleinbuchstabe kurzes o  |
| U+10433 (66611) | 𐐳               | DESERET SMALL LETTER SHORT OO   | Deseret-Kleinbuchstabe kurzes oo |
| U+10434 (66612) | 𐐴               | DESERET SMALL LETTER AY         | Deseret-Kleinbuchstabe ay        |
| U+10435 (66613) | 𐐵               | DESERET SMALL LETTER OW         | Deseret-Kleinbuchstabe ow        |
| U+10436 (66614) | 𐐶               | DESERET SMALL LETTER WU         | Deseret-Kleinbuchstabe wu        |
| U+10437 (66615) | 𐐷               | DESERET SMALL LETTER YEE        | Deseret-Kleinbuchstabe yee       |
| U+10438 (66616) | 𐐸               | DESERET SMALL LETTER H          | Deseret-Kleinbuchstabe h         |
| U+10439 (66617) | 𐐹               | DESERET SMALL LETTER PEE        | Deseret-Kleinbuchstabe pee       |
| U+1043A (66618) | 𐐺               | DESERET SMALL LETTER BEE        | Deseret-Kleinbuchstabe bee       |
| U+1043B (66619) | 𐐻               | DESERET SMALL LETTER TEE        | Deseret-Kleinbuchstabe tee       |
| U+1043C (66620) | 𐐼               | DESERET SMALL LETTER DEE        | Deseret-Kleinbuchstabe dee       |
| U+1043D (66621) | 𐐽               | DESERET SMALL LETTER CHEE       | Deseret-Kleinbuchstabe chee      |
| U+1043E (66622) | 𐐾               | DESERET SMALL LETTER JEE        | Deseret-Kleinbuchstabe jee       |
| U+1043F (66623) | 𐐿               | DESERET SMALL LETTER KAY        | Deseret-Kleinbuchstabe kay       |
| U+10440 (66624) | 𐑀               | DESERET SMALL LETTER GAY        | Deseret-Kleinbuchstabe gay       |
| U+10441 (66625) | 𐑁               | DESERET SMALL LETTER EF         | Deseret-Kleinbuchstabe ef        |
| U+10442 (66626) | 𐑂               | DESERET SMALL LETTER VEE        | Deseret-Kleinbuchstabe vee       |
| U+10443 (66627) | 𐑃               | DESERET SMALL LETTER ETH        | Deseret-Kleinbuchstabe eth       |
| U+10444 (66628) | 𐑄               | DESERET SMALL LETTER THEE       | Deseret-Kleinbuchstabe thee      |
| U+10445 (66629) | 𐑅               | DESERET SMALL LETTER ES         | Deseret-Kleinbuchstabe es        |
| U+10446 (66630) | 𐑆               | DESERET SMALL LETTER ZEE        | Deseret-Kleinbuchstabe zee       |
| U+10447 (66631) | 𐑇               | DESERET SMALL LETTER ESH        | Deseret-Kleinbuchstabe esh       |
| U+10448 (66632) | 𐑈               | DESERET SMALL LETTER ZHEE       | Deseret-Kleinbuchstabe zhee      |
| U+10449 (66633) | 𐑉               | DESERET SMALL LETTER ER         | Deseret-Kleinbuchstabe er        |
| U+1044A (66634) | 𐑊               | DESERET SMALL LETTER EL         | Deseret-Kleinbuchstabe el        |
| U+1044B (66635) | 𐑋               | DESERET SMALL LETTER EM         | Deseret-Kleinbuchstabe em        |
| U+1044C (66636) | 𐑌               | DESERET SMALL LETTER EN         | Deseret-Kleinbuchstabe en        |
| U+1044D (66637) | 𐑍               | DESERET SMALL LETTER ENG        | Deseret-Kleinbuchstabe eng       |
| U+1044E (66638) | 𐑎               | DESERET SMALL LETTER OI         | Deseret-Kleinbuchstabe oi        |
| U+1044F (66639) | 𐑏               | DESERET SMALL LETTER EW         | Deseret-Kleinbuchstabe ew        |